# Politiskt våld

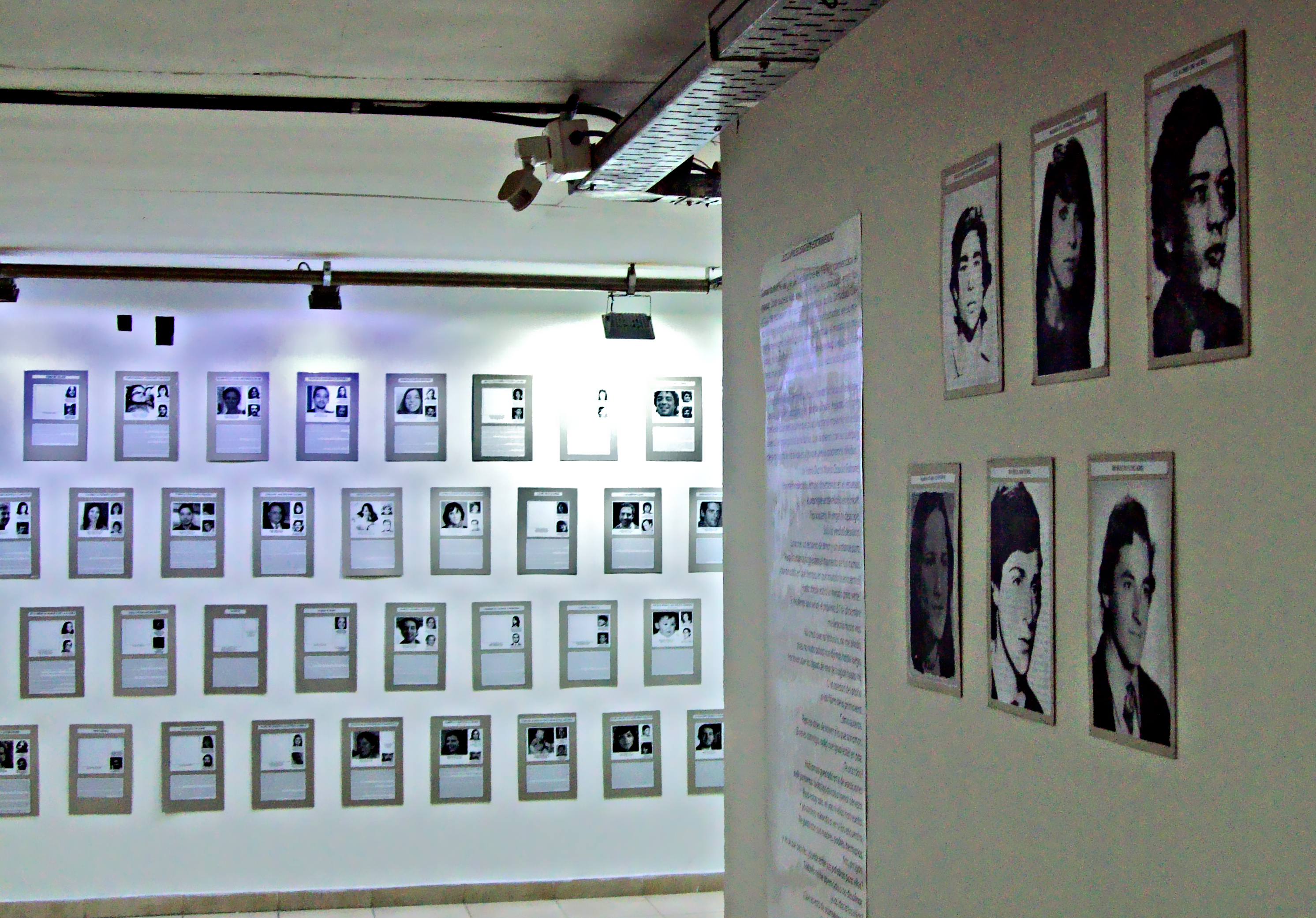
Fotografier över offer för det Smutsiga kriget under militärdiktaturens år i Argentina (1976–1983).

Begreppet politiskt våld avser våld som utövas i syfte att uppnå politiska  mål. Det kan antingen handla om stater, som utkämpar krig, eller icke-statliga aktörer som bedriver exempelvis terrorism, gerillakrigföring, statskuppförsök, eller politiskt motiverade kidnappningar.
I Sverige klassar Säkerhetspolisen politiskt våld som exempelvis störande av allmän ordning, i form av upplopp, eller att man försöker hindra sina motståndares tillståndsgivna demonstrationer.